# Триумфальная арка Септимия Севера
Триумфальная арка Септимия Севера (итал. Arco di Settimio Severo, лат. Arcus Septimii Severi) — трёхпролётная арка, расположенная в северной части Римского Форума между Курией и Рострой на древней Священной дороге (Via Sacra). Построена в 205 году н. э. в честь побед императора Септимия Севера и его сыновей Каракаллы и Геты над Парфией в двух военных кампаниях 195—203.

## Описание

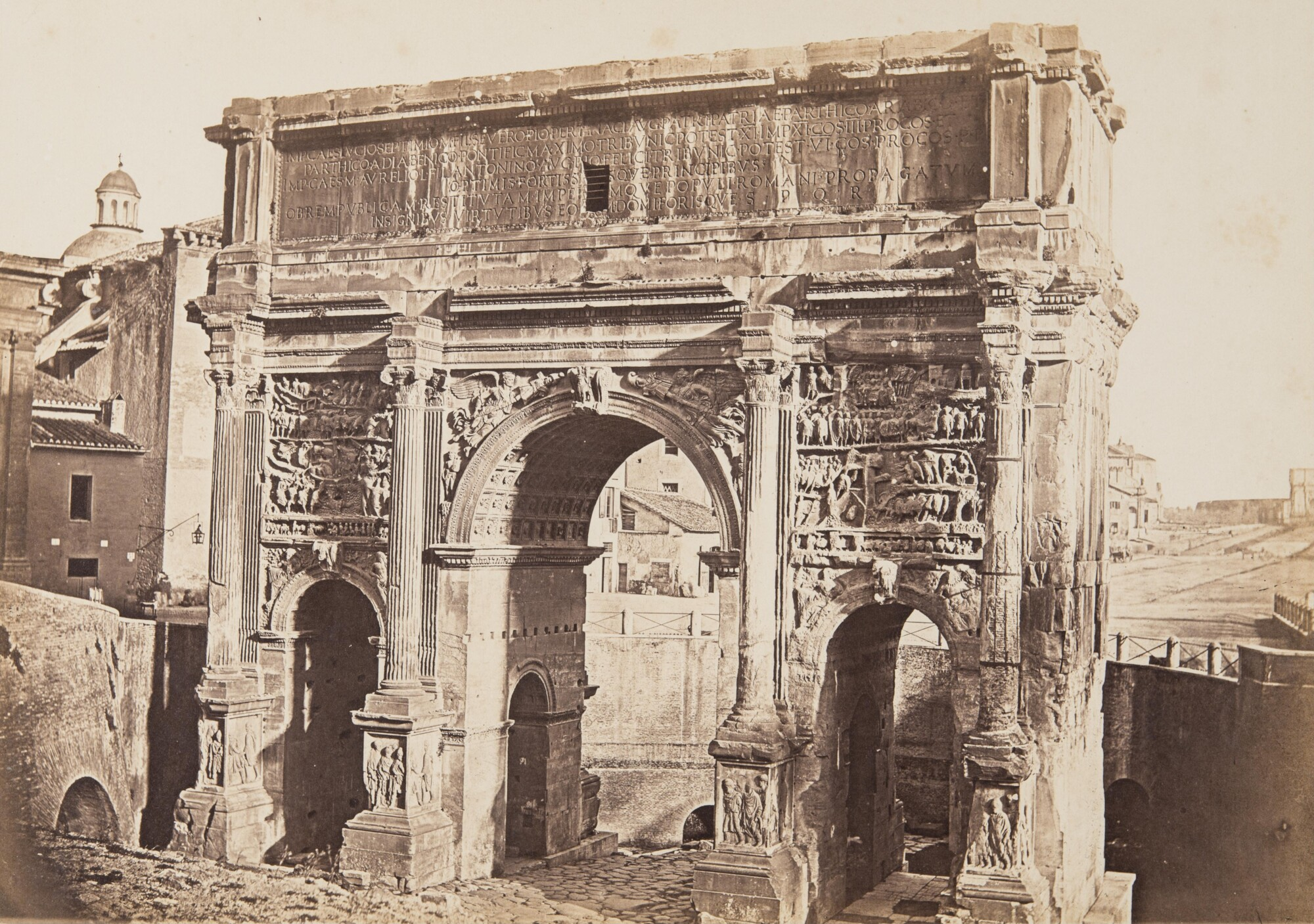
Арка Септимия Севера, северный фасад. 1850-е гг.

Высота арки составляет 20,9 м, ширина 23,3 м, глубина — 11,2 м. Она построена из кирпича и травертина, облицована мраморными плитами. Высота аттика — 5,6 м, в нём расположено 4 комнаты, в которые ведёт лестница. Центральный пролёт арки имеет высоту 12 м и ширину 7 м, боковые — высоту 7,8 м и ширину 3 м; перед ними со стороны Форума находятся несколько ступеней. Все три пролёта соединены проходами, данный приём применён во многих триумфальных арках Нового времени.
В древности на арке находилась квадрига со статуями Септимия Севера, Каракаллы и Геты. Именно в таком виде она изображалась на римских монетах. До наших дней квадрига не сохранилась.

## Декор

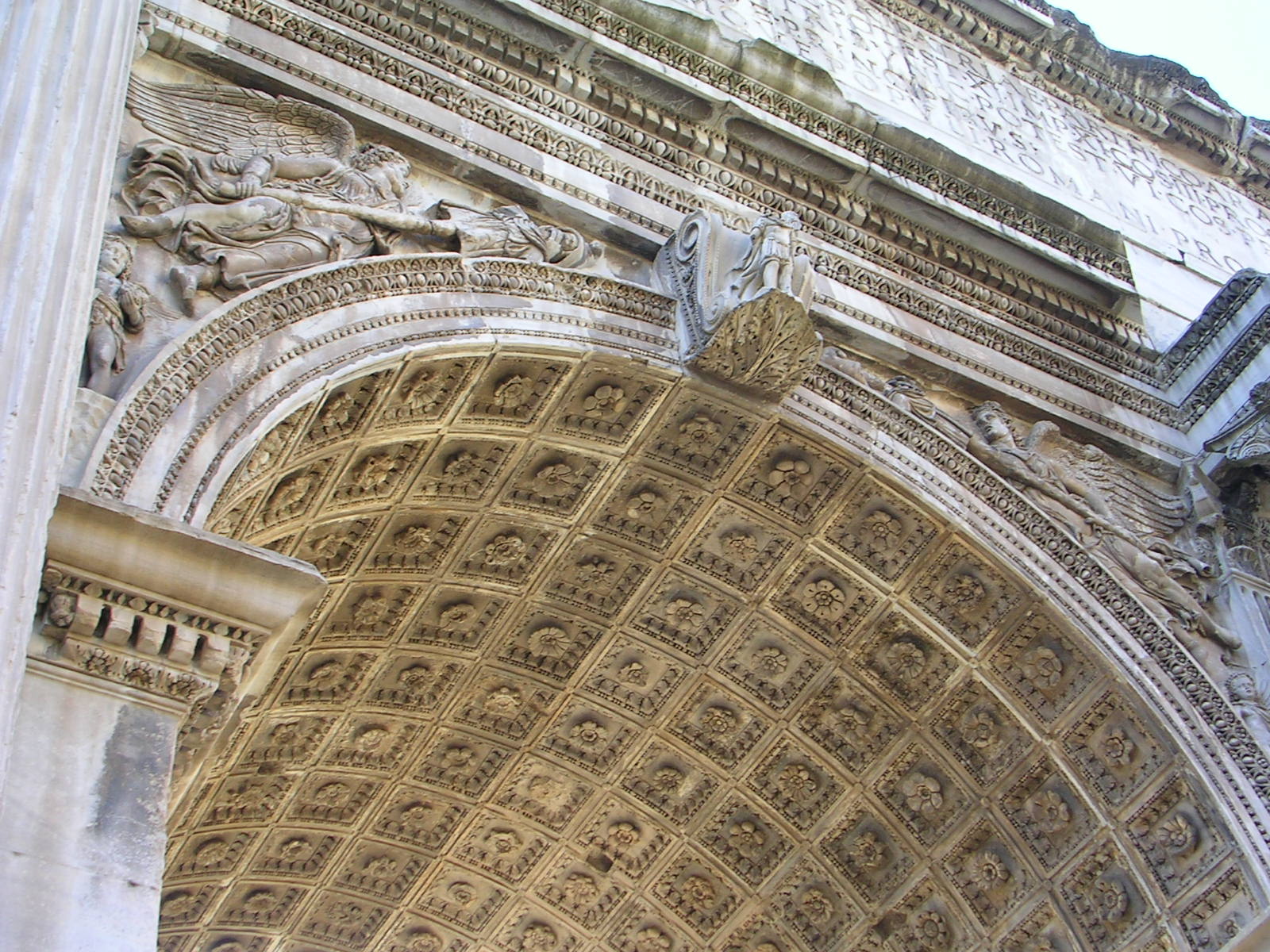
Центральный пролёт арки

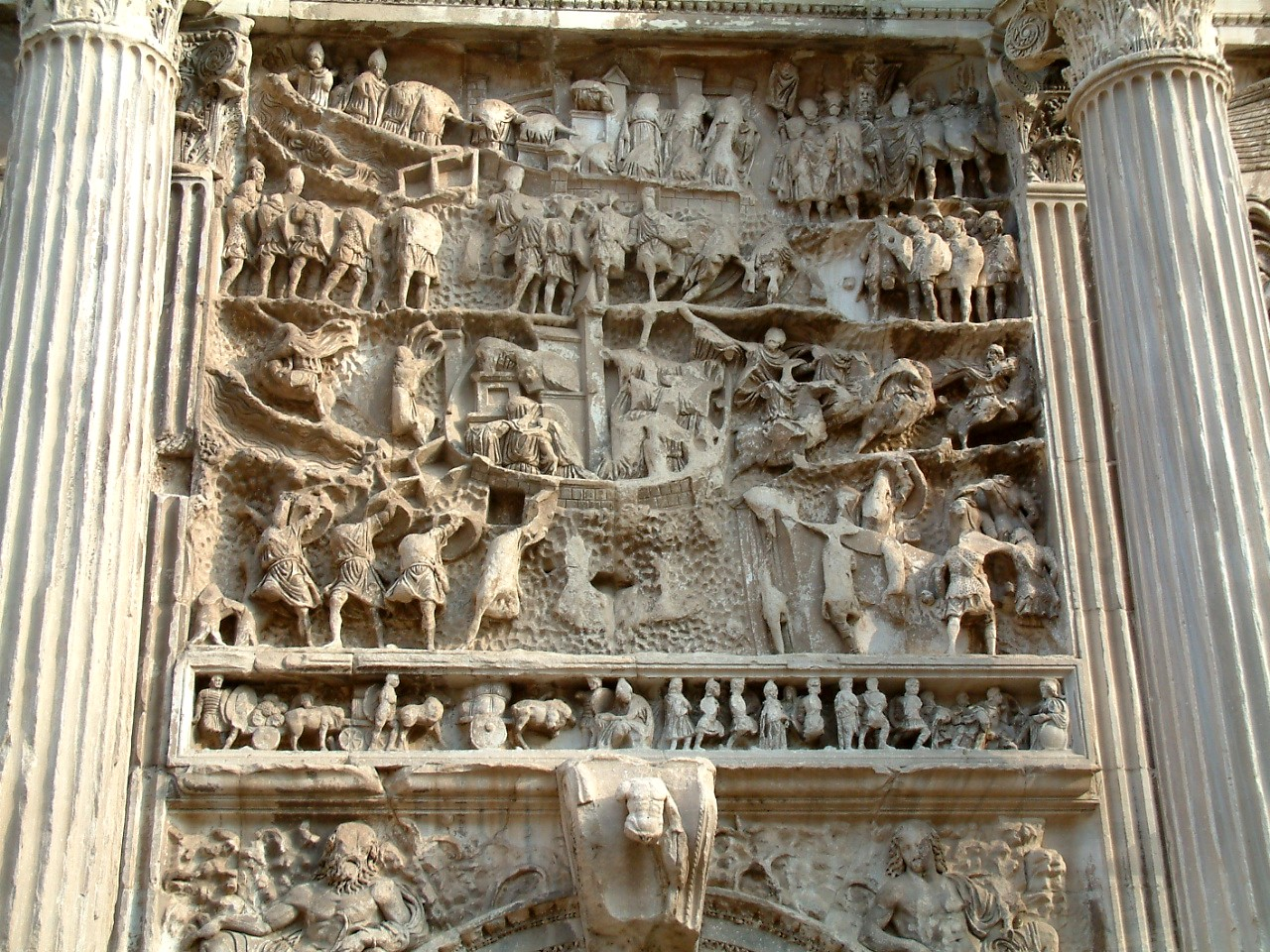
Осада Селевкии, рельеф с арки Септимия Севера

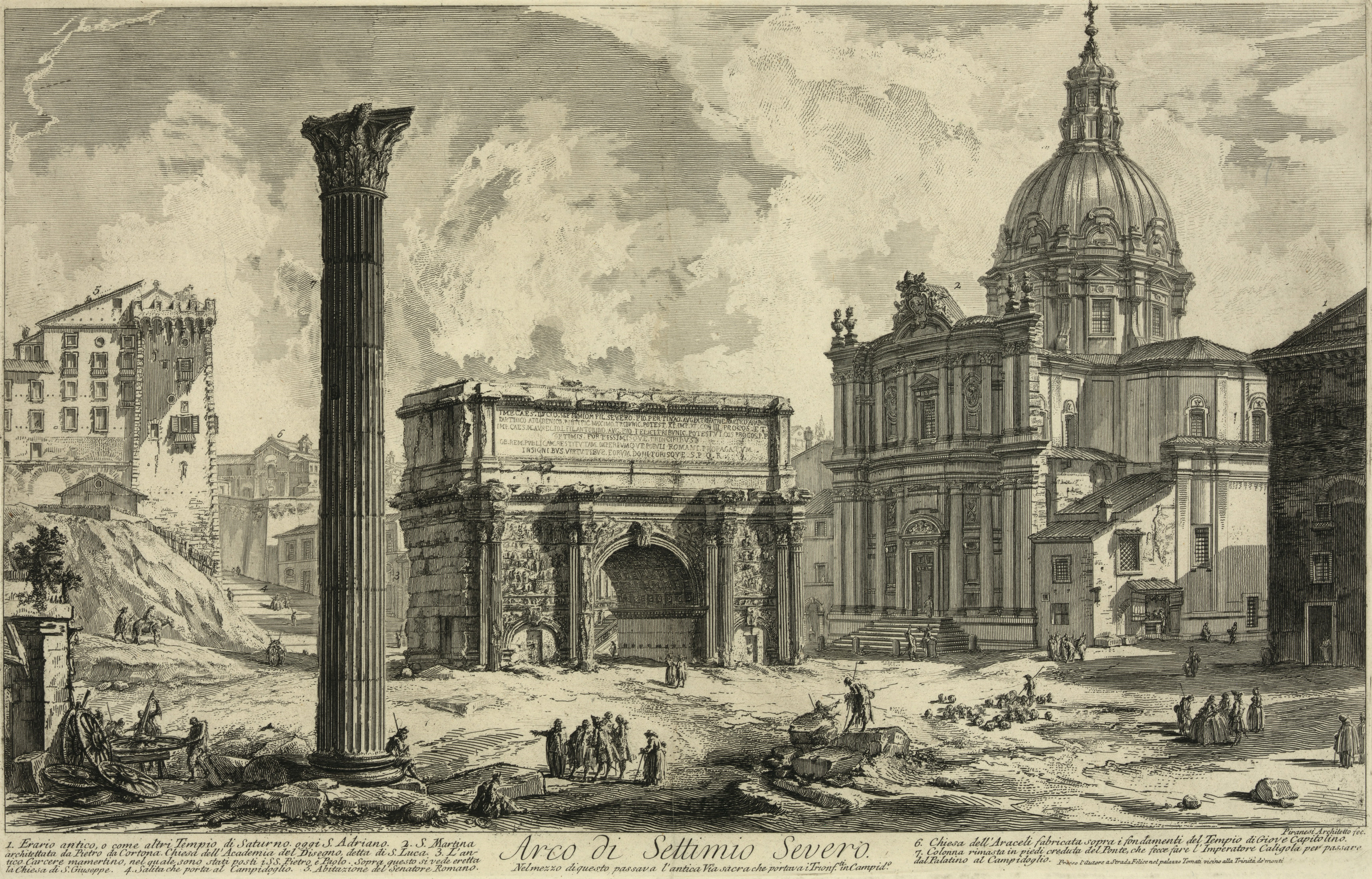
Вид арки в середине XVIII века (вид с юга)

Крупнейшими элементами декора арки являются 4 рельефа (размером 3,92 на 4,72 м) с изображением эпизодов войны с Парфией. Повествование начинается с левого рельефа со стороны Форума, где находятся подготовка к войне, битва с парфянами, обращение императора к легионерам, сражение с вражеским войском, возглавляемым царём. На правом рельефе изображён штурм Эдессы, обращение императора к войскам, капитуляция царя Осроены Абгара, римский военный совет. Со стороны Капитолия слева показана осада Селевкии и бегство парфян, а также торжественное вступление императора во взятый город. Справа — штурм Ктесифона, и выступление императора перед войсками у стен захваченной вражеской столицы.
В пазухах свода центрального пролёта арки находятся рельефы Викторий, летящих над гениями времён года. Боковые пролёты украшены олицетворениями рек. В основаниях колонн композитного ордера помещены рельефные изображения римских солдат и пленных парфян.

## Надпись
На аттике арки выбита надпись (с обеих сторон), прославляющая Септимия Севера и его сына (и соправителя) Каракаллу:
Imp(eratori) Caes(ari) Lucio Septimio M(arci) fil(io) Severo Pio Pertinaci Aug(usto) patri patriae Parthico Arabico et Parthico Adiabenico pontific(i) maximo tribunic(ia) potest(ate) XI imp(eratori) XI, co(n)s(uli) III proco(n)s(uli) et imp(eratori) Caes(ari) M(arco) Aurelio L(ucii) fil(io) Antonino Aug(usto) Pio Felici tribunic(ia) potest(ate) VI co(n)s(uli) proco(n)s(uli) (p(atri) p(atriae) optimis fortissimisque principibus) ob rem publicam restitutam imperiumque populi Romani propagatum insignibus virtutibus eorum domi forisque S(enatus) P(opulus) Q(ue) R(omanus)
Перевод:
«Императору Цезарю Луцию Септимию Северу, сыну Марка, благочестивому и упорному  августу, Отцу отечества, парфянскому аравийскому и парфянскому адиабенскому, Великому понтифику, одиннадцать раз ставшему народным трибуном, провозглашённому в одиннадцатый раз императором, трижды консулу, проконсулу — и императору Цезарю Марку Аврелию Антонину, сыну Луция, благочестивому и счастливому августу, шесть раз ставшему народным трибуном, консулу, проконсулу, Отцу отечества, — наилучшим и наимогущественным властителям — за спасение государства и расширение владений римского народа, и за их выдающиеся заслуги на родине и вне её — сенат и римский народ» (установили этот монумент)